# Vuurborstdwerghoningeter
De vuurborstdwerghoningeter (Myzomela jugularis) is een zangvogel uit de familie Meliphagidae (honingeters).

## Verspreiding en leefgebied
Deze soort is endemisch op Fiji.

## Status
De grootte van de populatie is niet gekwantificeerd maar de soort wordt omschreven als zeer algemeen. Op de Rode lijst van de IUCN heeft deze soort de status niet bedreigd.